# Episodi di Kids Incorporated (nona stagione)
La nona stagione della serie televisiva Kids Incorporated è stata trasmessa in anteprima negli Stati Uniti d'America da Disney Channel tra il 1993 e il 1994.
| nº | Titolo originale    | Titolo italiano | Prima TV USA    | Prima TV Italia |
| -- | ------------------- | --------------- | --------------- | --------------- |
| 1  | The Boy Next Door   |                 | 1993            |                 |
| 2  | Don't Phone Home    |                 | 1993            |                 |
| 3  | Secret Admirer      |                 | 1993            |                 |
| 4  | One Man Band        |                 |                 |                 |
| 5  | Writing on the Wall |                 |                 |                 |
| 6  | Taking a Stand      |                 |                 |                 |
| 7  | Face Your Fears     |                 |                 |                 |
| 8  | Dating Anxiety      |                 | 1994            |                 |
| 9  | Teamwork            |                 | 1994            |                 |
| 10 | Bullied             |                 | 9 febbraio 1994 |                 |